# 高屋ジャンクション
高屋ジャンクション・インターチェンジ（たかやジャンクション・インターチェンジ）は、広島県東広島市高屋町溝口にある、山陽自動車道と東広島呉自動車道、及び東広島高田道路を接続するジャンクション・インターチェンジ併設施設である。

## 接続する道路
E2 山陽自動車道
E75 東広島呉自動車道
 東広島高田道路（東広島道路）

## 沿革
- 2010年（平成22年）3月14日：東広島呉自動車道・高屋JCT・IC - 上三永IC間開通に伴い、供用開始[3]。

## 隣
E2 山陽自動車道
(25)河内IC - 小谷SA - (25-1)高屋JCT・IC - (26)西条IC
E75 東広島呉自動車道
(1)高屋JCT・IC - (2)上三永IC
 東広島高田道路（東広島道路）
(25-1)高屋JCT・IC - 東広島市高屋町高屋東